# 植田景子
植田 景子（うえだ けいこ、1966年2月24日 - ）は、奈良県大和郡山市出身の演出家。宝塚歌劇団初の女性演出家となった。
繊細で幻想的な作風が特徴。元宝塚歌劇団理事長の植田紳爾と同姓であるが、血縁関係などはない。

## 経歴
10歳の時に『ベルサイユのばら』をテレビで観たのがきっかけで、宝塚歌劇団のファンとなった。中学生から高校生の頃は公演ごとに宝塚大劇場に通い、高校では演劇部部長として忠臣蔵のミュージカルなどを上演した。
神戸女学院大学文学部在学中に演出家になる事を決意し、4年生だった1987年秋に歌劇団の演出家募集に応募した。脚本は合格したが、面接では結婚や公演前の徹夜などについてネガティブな質問が多く不合格となった。その後、東京に出て演出家・篠崎光正のもとで3年間学び、ニューヨークやロンドンにも留学した。この間も受験を繰り返し、1993年に5回目の受験でついに合格し、同歌劇団初の女性演出助手となった。
1998年、宝塚バウホールの『Icarus』で演出家デビュー。2000年には『―夢と孤独の果てに―ルードヴィヒII世』で大劇場デビューを果たした。2003年9月から1年間、文化庁芸術家海外留学制度でロンドンとハンブルクに演劇留学し、帰国後には初の外部仕事も経験した。2010年5月に、半生や作品エピソードを書いたエッセイ『Can you Dream? -夢を生きる-』を発売した。 

## 宝塚歌劇団での舞台作品

### 作・演出

#### 大劇場作品（宝塚大劇場、東京宝塚劇場）
- 宝塚ミュージカルロマン『―夢と孤独の果てに― ルードヴィヒII世』（2000年 - 2001年 花組 主演：愛華みれ）＊大劇場デビュー作
- ニュー・ミュージカル『シニョール ドン・ファン』（2003年 月組 主演：紫吹淳）
- 宝塚ミュージカル・ロマン『落陽のパレルモ』（2005年 - 2006年 花組 主演：春野寿美礼）
- Musical『堕天使の涙』（2006年 雪組 主演：朝海ひかる）
- Musical entertainment 『Paradise Prince』（2008年 宙組 主演：大和悠河）
- Musical『My dear New Orleans－愛する我が街－』（2009年 星組 主演：安蘭けい）
- Musical『ハプスブルクの宝剣－魂に宿る光－』（2010年 星組 主演：柚希礼音）
- Musical『クラシコ・イタリアーノ -最高の男の仕立て方-』（2011年 宙組 主演：大空祐飛）
- Musical『愛と革命の詩 -アンドレア・シェニエ-』（2013年 花組 主演：蘭寿とむ）
- Musical『The Lost Glory - 美しき幻影 -』（2014年 星組 主演：轟悠、柚希礼音）
- Musical『舞音 -MANON-』（2015年 - 2016年 月組 主演：龍真咲）
- Musical『A Fairy Tale —青い薔薇の精—』（2019年 花組 主演：明日海りお）

#### その他の劇場の作品
- バウ・ポエジー『Icarus―追憶の薔薇を求めて―』（1998年・1999年 雪組 宝塚バウホール・日本青年館、愛知厚生年金会館 主演：安蘭けい）＊演出家デビュー作
- バウ・エンターテイメント『シンデレラ・ロック』（1998年 月組 宝塚バウホール 主演：大和悠河）
- バウ・トラジェディー『ロミオとジュリエット'99』（1999年 花組 宝塚バウホール 主演：水夏希）
- バウ・クラシカルロマン『アンナ・カレーニナ』（2001年 雪組 宝塚バウホール、日本青年館 主演：朝海ひかる）
- バウ・ミュージカルプレイ『エイジ・オブ・イノセンス―美徳の微笑―』（2002年 宙組 宝塚バウホール、日本青年館 主演：椿火呂花）
- Musical『THE LAST PARTY～S.Fitzgerald’s last day～フィッツジェラルド最後の一日』（2004年・2006年 宙組 宝塚バウホール・日本青年館 主演：大和悠河）
- Musical『THE LAST PARTY～S.Fitzgerald’s last day～フィッツジェラルド最後の一日』（2004年・2006年 月組 宝塚バウホール・東京芸術劇場中ホール 主演：大空祐飛）
- ミュージカル『Le Petit Jardin―幸せの庭―』（2005年 宙組 宝塚バウホール 主演：遼河はるひ・悠未ひろ）
- Musical『舞姫－MAIHIME－～森鷗外原作「舞姫」より～』（2007年・2008年 花組 宝塚バウホール・日本青年館 主演：愛音羽麗）
- Musical『HOLLYWOOD LOVER』（2007年 - 2008年 月組 宝塚バウホール、日本青年館 主演：大空祐飛）
- バウ・ワークショップ『アンナ・カレーニナ』（2008年 星組 宝塚バウホール 主演：夢乃聖夏・麻尋しゅん）
- ミュージカル『オネーギンEvgeny Onegin －あるダンディの肖像－』（2010年 雪組 日本青年館、宝塚バウホール 主演：轟悠）
- 上方絵草紙『近松・恋の道行』（2012年 花組 宝塚バウホール、日本青年館 主演：愛音羽麗）
- Musical『ジャン・ルイ・ファージョン －王妃の調香師－』（2012年 星組 宝塚バウホール、日本青年館 主演：紅ゆずる）[4]
- Musical『双頭の鷲』（2016年 宙組 宝塚バウホール、KAAT神奈川芸術劇場 主演：轟悠）
- Musical『ハンナのお花屋さんーHanna’s Florist—』（2017年 花組 TBS赤坂ACTシアター 主演：明日海りお）
- Musical『THE LAST PARTY～S.Fitzgerald’s last day～フィッツジェラルド最後の一日』（2018年 月組 日本青年館、梅田芸術劇場シアター・ドラマシティ 主演：月城かなと）
- Musical『Anna Karenina（アンナ・カレーニナ）』（2019年 月組 宝塚バウホール 主演：美弥るりか）
- Musical『Hotel Svizra House ホテル スヴィッツラ ハウス』（2021年 宙組 東京建物 Brillia HALL、梅田芸術劇場メインホール 主演：真風涼帆）
- Musical『舞姫』－MAIHIME－～森鴎外原作「舞姫」より～（2023年 花組 宝塚バウホール 主演：聖乃あすか）[5]

### 演出のみ
- ミュージカル・ロマン『うたかたの恋』（2006年 花組 全国ツアー 主演：春野寿美礼）
- ミュージカル『仮面のロマネスク』（2012年 宙組 中日劇場 主演：大空祐飛）

### ディナーショーの構成・演出
- 大和悠河ディナーショー『Gracious Pink』（2009年 ホテル阪急インターナショナル、ホテルグランドパレス）

### 新人公演担当
- 1996年 星組『エリザベート』
- 1997年 月組『EL DORADO』[6]
- 1997年 雪組『真夜中のゴースト』
- 1998年 月組『黒い瞳』[7]
- 2000年 花組『ルードヴィヒII世』[8]
- 2001年 宙組『カステル・ミラージュ』[9][10]
- 2002年 花組『エリザベート』[11]
- 2013年 花組『愛と革命の詩』[12]
- 2015年 月組『舞音 -MANON-』[13]

### 演出助手
- 1994年
  - 星組『ラ・カンタータ!』（演出：岡田敬二）
  - 花組『冬の嵐、ペテルブルグに死す』（太田哲則）
  - 雪組『雪之丞変化』（柴田侑宏）
  - 月組『ローン・ウルフ』（小池修一郎、バウホール）
  - 雪組『ライト＆シャドウ』（石田昌也、バウホール）
- 1995年 
  - 雪組『グッバイ・メリーゴーランド』（岡田敬二、バウホール）
  - 星組『国境のない地図』（植田紳爾）
  - 雪組『バロック千一夜』（草野旦）
  - 花組『ダンディズム!』（岡田敬二）
  - 星組『ジュビレーション』（太田哲則）
- 1996年 
  - 花組『花は花なり』（植田紳爾）
  - 雪組『エリザベート』（小池修一郎）
  - 月組『銀ちゃんの恋』（石田昌也、バウホール）
  - 星組『パッション・ブルー』（三木章雄）
  - 雪組『La Jeunesse!』（岡田敬二）
  - 月組『チェーザレ・ボルジア』（柴田侑宏）
  - 星組『エリザベート』（小池修一郎）
  - 花組『香港夜想曲』（中村一徳、バウホール）
- 1997年 
  - 星組『魅惑II』（岡田敬二）
  - 月組『EL DORADO』（谷正純）
  - 雪組『真夜中のゴースト』（中村暁）
  - 月組『ワン・モア・タイム!』（中村暁、バウホール）

- 1998年 
  - 宙組『エクスカリバー』（小池修一郎）
  - 宙組『シトラスの風』（岡田敬二）
  - 花組『スナイパー』（石田昌也）
  - 月組『黒い瞳』（謝珠栄）
- 1999年 
  - 月組『うたかたの恋』（柴田侑宏、全国ツアー）
  - 花組『タンゴ・アルゼンチーノ』（小池修一郎）
- 2000年
  - 宙組『GLORIOUS!』（藤井大介）
  - 星組『Love Insurance』（正塚晴彦、シアター・ドラマシティ）
  - ベルリン公演『宝塚 雪・月・花』（酒井澄夫）
  - ベルリン公演『サンライズ・タカラヅカ』（岡田敬二）
- 2001年 
  - 星組『花の業平』（尾上菊之丞）
  - 雪組『イーハトーヴ 夢』（藤井大介、バウホール）
  - 宙組『カステル・ミラージュ』（小池修一郎）
- 2002年 
  - 花組『エリザベート』（小池修一郎）
  - 月組『サラン・愛』（中村一徳、全国ツアー）
  - 花組『あかねさす紫の花』（柴田侑宏・尾上菊之丞、博多座）
- 2003年 
  - 花組『レビュー誕生』（草野旦）

## 宝塚歌劇団以外での舞台作品
- ブロードウエーミュージカル『NEVER GONNA DANCE』（2005年2月5日～17日、東京国際フォーラム ホールC・2月24日～3月1日、大阪厚生年金会館 芸術ホール）＊日本版演出
- ミュージカル『ガイズ&ドールズ』（2022年6月9日～7月9日、帝国劇場・7月16日～29日、博多座）[14]＊訳詞・日本語台本・予定

## 受賞歴
- 第66回文化庁芸術祭賞優秀賞（2011年）－ 宝塚歌劇 宙組公演「クラシコ・イタリアーノ -最高の男の仕立て方-」の成果に対して
- エイボン女性年度賞2018 芸術賞

## 著書
- 『Can you Dream? -夢を生きる-』（2010年5月28日発売、ソフトバンククリエイティブ）ISBN 4797349832